# 串田義和
串田 義和（くしだ よしかず、1980年12月29日 - ）は、日本の元ラグビー選手。現在ジャパンラグビーリーグワン静岡ブルーレヴズのアシスタントゼネラルマネジャーを務めている。

## プロフィール
- 愛知県出身[1]。
- ポジションはフランカー(FL)。
- 身長 180 cm、体重 92 kg

## 来歴
ラグビーは小学3年生から始めた。
1999年、愛知中村高校卒業後、帝京大学に入る。
2003年、帝京大学卒業後、ヤマハ発動機ジュビロに加入。
2004年9月25日に行われたジャパンラグビートップリーグ第2節の近鉄ライナーズ戦に途中出場で公式戦初出場を果たす。
2010年、ヤマハ発動機ジュビロの主将に就任した。
2012年、現役を引退した。
2021年、静岡ブルーレヴズのアシスタントゼネラルマネジャーに就任。